# كاليب هوبكينز (عسكري)
كاليب هوبكينز (بالإنجليزية: Caleb Hopkins)‏ هو عسكري أمريكي، ولد في 1770 في بيتسفورد في الولايات المتحدة، وتوفي في 14 يناير 1818 في Pittsford, New York ‏ في الولايات المتحدة.